# Nenagh (flod)

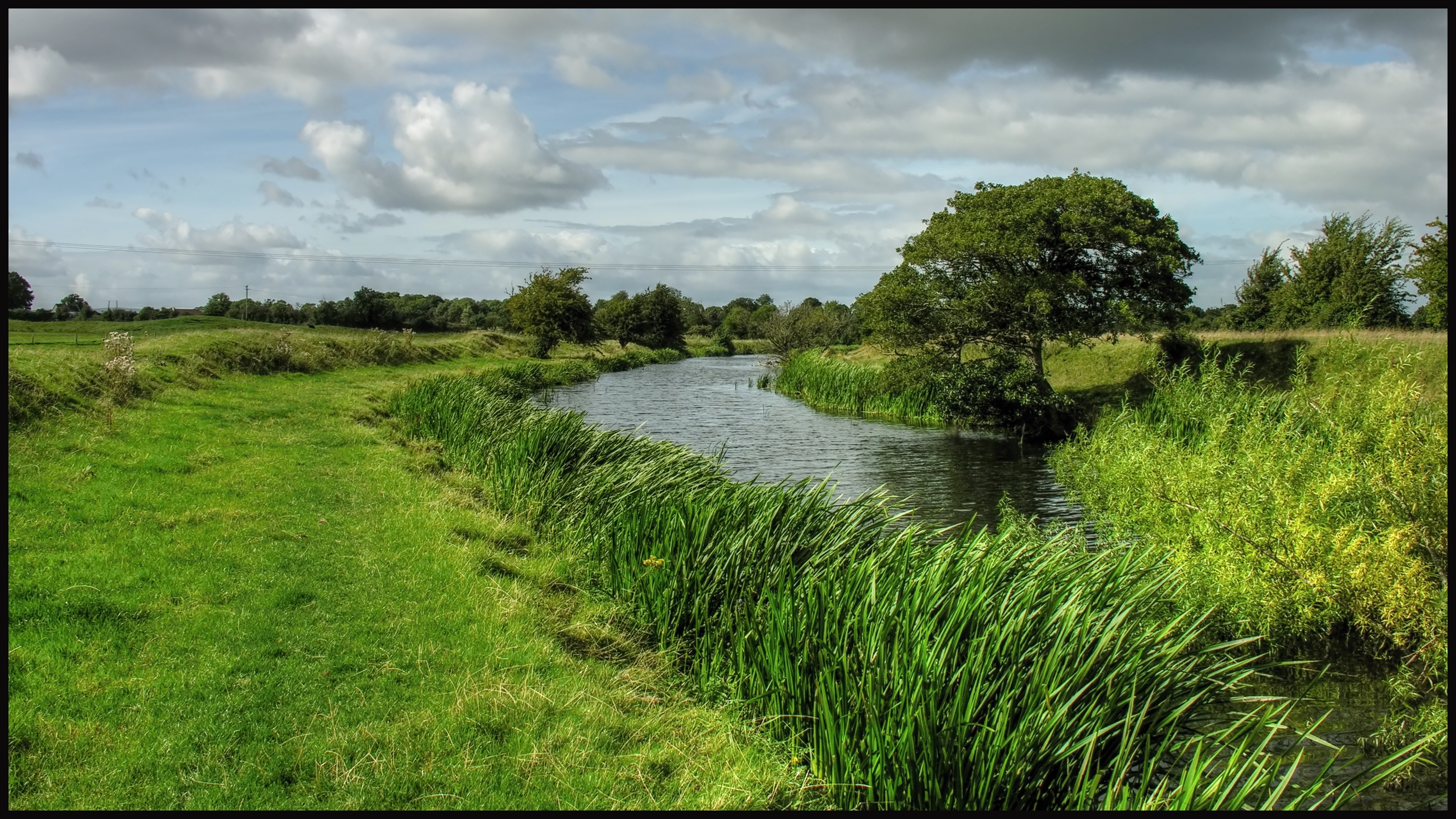
Floden Nenagh.

Floden Nenagh (iriska: An Ghaothach) har sina källor i Silvermine Mountains i grevskapet Tipperary på Irland. Floden flyter öster om samhället Nenagh och rinner ut i sjön Lough Derg strax norr om byn Dromineer.
Floden och dess biflöde Ollatrim är populära för fiske och har vilda bestånd av lax och forell.